# Новий Венець
Новий Венець (рос. Новый Венец) — селище в Гагинському районі Нижньогородської області Російської Федерації.
Населення становить 35 осіб. Входить до складу муніципального утворення Ветошкинська сільрада.

## Історія
Від 2009 року входить до складу муніципального утворення Ветошкинська сільрада.

## Населення
| 2002 | 2010 |
| ---- | ---- |
| 47   | ↘35  |